# Tjeckoslovakien i olympiska sommarspelen 1972
Tjeckoslovakien deltog med 181 deltagare vid de olympiska sommarspelen 1972 i München. Totalt vann de två guldmedaljer, fyra silvermedaljer och två bronsmedaljer.

## Medaljer

### Guld
- Vítězslav Mácha - Brottning, grekisk-romersk stil, weltervikt.
- Ludvík Daněk - Friidrott, diskuskastning.

### Silver
- František Králík, Peter Pospíšil, Ivan Satrapa, Vladimír Jarý, Jiří Kavan, Andrej Lukošík, Vladimír Habr, Jindřich Krepindl, Ladislav Beneš, Vincent Lafko, Jaroslav Konečný, Pavel Mikeš, František Brůna, Jaroslav Škarvan, Arnošt Klimčík och Zdeněk Škára - Handboll.
- Oldřich Svojanovský, Pavel Svojanovský och Vladimír Petříček - Rodd, tvåa med styrman.
- Milena Duchková - Simhopp, höga hopp.
- Ladislav Falta - Skytte, snabbpistol.

### Brons
- Eva Šuranová - Friidrott, längdhopp.
- Otakar Mareček, Karel Neffe, Vladimír Jánoš, František Provazník och Vladimír Petříček - Rodd, fyra med styrman.